# 夏菜
夏菜（日语：夏菜，1989年5月23日—），日本女演员。埼玉县出身，本名，也是曾用艺名。毕业于日出高等学校。Toyota Office事务所所属。2012年10月至2013年3月期间，主演了NHK晨间剧《纯与爱》。

## 经历
- 初中时被星探发掘进入芸能界。
- 2005年10月（当时16岁），在电视剧《野猪大改造》中出道。
- 2008年3月，从日出高等学校毕业，表示此后要专注于演艺事业。[3]
虽然2010年之前，在电视剧中出演过一些配角；但因为几乎没有工作，这时期有过在大型购物中心的服装店兼职的经历。[4]
- 2009年1月，在舞台剧《DUST》中饰演女主角桜井真由，首次出演舞台剧。
- 2010年9月，在电影《好想告诉你》中首次接触大荧幕。
- 2011年1月，在电影《GANTZ》中饰演岸本恵，裸体出镜，知名度上升。[5][4]
- 2011年3月，和西川贵教联袂主演知名漫画改编日剧《 老婆18岁（日语：おくさまは18歳#テレビドラマ(2011年版)）》，饰演女主角高木飛鳥。
- 2011年4月，成为综艺节目《Picaru的定理》的固定成员，由此也开始作为艺人活动。
- 2011年12月，在经典漫画改编日剧《乱马½》中饰演女二号早乙女乱馬（女姿）。
- 2012年3月，从2258位甄選者中脫穎而出，成为NHK晨间剧《纯与爱》的主演。当选理由是“能将喜怒哀乐真实而直接地表现出来”。[6]
- 2013年5月23日，24岁生日之际发行了第一本Photobook《夏菜フォトブック 727-8766》。[7]
- 2013年6月，和三浦贵大联袂主演电影《監禁探偵》，首次主演电影。
- 2013年9月，主演舞台剧《温毒》。
- 2013年10月，主演电视剧《世界奇妙物语 2013年秋之特别篇“0.03帧的女人”》。
- 2014年2月，主演电影《恋爱与音痴的方程式》。
- 2014年3月31日开始，与莉莉·弗兰奇搭档主持音乐节目《The Covers（日语：The_Covers）》。
- 2014年7月，主演网络剧《奇妙恋爱物语之“斷緣神社”》
- 2015年7月，在電視劇《酒店禮賓部》裡演出。
- 2017年10月，在電視劇《派遣女公關彩華》裡演出。
- 2018年4月，在電視劇《適婚女郎》飾 周防薰。
- 2021年1月與圈外男性結婚，同年9月宣布懷孕。

## 出演

### 电视剧
- 格斗教师（日语：ガチバカ!）（2006年、TBS系） - 清家ひかり 役
- 被嫌弃的松子的一生（2006年、TBS系） - 川尻久美 役
- 嫁個好人家（2007年、テレビ朝日系） - 山本奈緒 役
- 孤独的赌注（日语：孤独の賭け〜愛しき人よ〜）（2007年、TBS系）- 乾美香 役
- 抹布女孩（2007年、テレビ朝日系） - 中村 環 役
- 奇迹之声（日语：ミラクルボイス）（2008年1月3日、TBS系） - 稲垣ゆみ 役
- 安藤奈津（2008年7月7日、TBS系） - 美代 役
- 大魔神华音（2010年、テレビ東京系） - 上原サキ 役
- 四重奏（2011年、MBS制作・TBS系） - カスミ 役
- 老婆18岁（日语：おくさまは18歳#テレビドラマ(2011年版)）（2011年、フジテレビTWO） - 高木飛鳥 役（女主角）
- ANOTHER GANTZ（2011年4月22日、日本テレビ系） - 岸本恵 役
- 伴君入眠（日语：シマシマ (漫画)#テレビドラマ）（2011年4月22日 - 同年6月24日、TBS系） - 橘由美 役
- 我的天空 刑警篇（日语：俺の空#テレビドラマ）（2011年10月16日 - 12月18日、テレビ朝日系） - 御前一十三 役
- 乱马½（2011年12月9日、日本テレビ系） - 早乙女乱馬（女姿）役
- 宫部美幸・4周连续极上推理 第二夜 猎捕史奈克（日语：スナーク狩り_(宮部みゆき)#2012.E5.B9.B4）（2012年5月14日、TBS系） - 国分範子 役
- 纯与爱『純と愛』（2012年10月1日 - 2013年3月30日、NHK） - 主演・狩野(待田)純 役 ※兼任解说
- 纯与爱 SP「富士子的华丽一天」（2013年4月20日、NHK BSプレミアム） - 待田純 役
- 刑警二人组（2013年4月18日 - 6月13日、テレビ朝日系） - 宮田亜紀 役
- 怦然心动的人生整理魔法（2013年9月27日、日本テレビ系） - 二子玉川薫 役
- 世界奇妙物语 2013年秋之特别篇「0.03帧的女人」（2013年10月12日、フジテレビ系） - 主演・日暮美和 役
- 蒙面教师（2014年2月14日、日本テレビ系） - 賀東麻耶 役（女主角）
- 极恶顽暴第1話（2014年4月14日、フジテレビ系） - 矢敷聡美 役
- Last Doctor 监察医秋田的尸检报告（日语：ラスト・ドクター〜監察医アキタの検死報告〜） 第1話（2014年7月11日、テレビ東京系） - 須山利香 役
- 新春特制时代剧（日语：新春ワイド時代劇） 大江户搜查网2015～隐秘同心，斩杀邪恶！（日语：大江戸捜査網#大江戸捜査網2015〜隠密同心、悪を斬る!）（2015年1月2日、テレビ東京系） - 不知火お吉 役
- 迷宮捜査（日语：迷宮捜査#テレビドラマ）（2015年5月10日、テレビ朝日系） - 鷹栖麻子 役
- 月曜ゴールデン（日语：月曜ゴールデン） スクープ 遊軍記者・布施京一（2015年6月15日、TBS系） - 香山恵理子 役
- 天才麻將少女（2016年12月） - 藤田靖子
- 反轉（2017年4月14日、TBS系） - 川本友里 役
- 派遣女公關彩華（2017年10月9日、AbemaTV系） - 主演・御倉花 役、主演・一條彩華 役（一人飾演兩角）
- 名刺ゲーム (2017年12月2日、 WOWOW) - 山本司 役
- 適婚女郎/Daisy Luck（2018年4月20日、NHK）- 周防薰 役
- 人生幸福法則『人生が楽しくなる幸せの法則』（2019年1月10日，YTV）- 中川彩香 役
- 甜蜜的復仇『スイートリベンジ』（2021年3月22日 （月）- 、富士電視台、TVer、FOD ）主演・マリコ (麻里子）役

### 电影
- 好想告诉你（2010年9月25日、東宝） - 矢野あやね 役
- GANTZ（2011年1月29日、東宝） - 岸本恵 役
- GANTZ PERFECT ANSWER（2011年4月23日、東宝） - 岸本恵 役
- 監禁探偵（2013年6月1日、ファントム・フィルム）[8] - 主演·アカネ 役
- 虎面人（Tiger Mask）（日语：タイガーマスク_(映画)）（2013年11月9日、アークエンタテインメント） - 若月ルリ子 役（女主角）
- 恋爱与音痴的方程式（2014年、ティ・ジョイ）[9]  - 主演·山吹みどり 役
- 幸运情人草（日语：クローバー (稚野鳥子)#映画）（2014年11月1日、東宝） - 筒井栞 役
- 镜中的笑容（2015年5月30日、ピーズ・インターナショナル）[10] - 高橋まり 役（女主角）
- 「鋼の錬金術師」実寫映畫（2017年） - マリア ロス 役
- 进入盛夏之门（日语：夏への扉）（2021年6月25日、東宝） - 白石鈴

### 网络剧
- 奇妙恋爱物語01「断缘神社」（2014年7月3日 - UULA） - 主演・洋子 役

### 原创影片
- 行吟歌手 鉄平（2015年3月13日、東映ビデオ）[11] - 椎名朱美 役（女主角）

### 舞台剧
- DUST（2009年1月14日 - 27日、新国立劇場 小劇場） - 桜井真由 役（女主角）
- 温毒（2013年9月13日 - 26日、紀伊國屋ホール） - 主演・熊田由理 役

### 综艺节目
- 闲聊007（2011年2月21日、日本テレビ系）
- 世界最强勇者（日语：世界最強の勇者たち）（2011年3月28日・9月26日・2012年4月10日、日本テレビ系）
- Picaru的定理（2011年4月16日 - 2012年3月24日、フジテレビ系）固定成员
- Saturday·Night·Live JPN（日语：サタデー・ナイト・ライブ_JPN）（2011年6月4日 - 12月24日、フジテレビ系）固定成员
- 世界番付（日语：ネプ&イモトの世界番付）（2014年10月24日、日本テレビ系）

### 音乐节目
- The Covers（日语：The_Covers）（2014年3月31日 - 、NHK BSプレミアム ）MC（主持）

### 纪录片
- 欧洲水风景「女優・夏菜意大利之旅」（2014年2月1日（前編）・2月2日（後編）、BSジャパン） - 旅人[12]

### 写真集
- 夏菜 GANTZ/K（2011年4月22日、集英社、撮影：細野晋司）ISBN 978-4087806090
- The Gravure（2014年1月27日、集英社、撮影：立木義浩）ISBN 978-4087807110

#### Photobook
- 夏菜フォトブック 727-8766（2013年5月23日、東京ニュース通信社）ISBN 978-4863363229

### CM・广告
- モビット（日语：モビット）（2011年10月 - ）
- 日本郵便
  - 年賀はがき（日语：年賀はがき） 形象代言人（2011年 - ）
  - ゆうパック（日语：ゆうパック） 形象代言人（2013年2月 - ）
- ユニ・チャームソフィ（2012年6月 - ）
- 蝶矢梅酒 ウメッシュ（2012年7月 - ）
- 第一三共ヘルスケア（日语：第一三共ヘルスケア） カコナールII（2012年10月 - ）
- 愛眼（日语：愛眼）（2013年1月 - ）

## 脚注
1. ↑  NHK10月开播晨间连续剧 《纯与爱》曝豪华布景 （页面存档备份，存于）（腾讯娱乐）
2. ↑  《纯与爱》22日杀青 夏菜激动落泪不舍作品 （页面存档备份，存于）（搜狐娱乐）
3. ↑  渡辺夏菜高校卒業、女優１本に専念 （页面存档备份，存于）（日文）
4. 1 2   夏菜はFカップで人気沸騰！？CMや水着も良いけど本業の演技力は？  的存檔，存档日期2015-05-29.（日文）
5. ↑   夏菜、2258名の中からNHK朝ドラヒロイン勝ち取り　「すごくびっくり」 的存檔，存档日期2015-05-30.（日文）
6. ↑  日语“727”谐音なつな（Natsuna），8766则是夏菜诞生的天数。另，这里记作Photobook而非写真集，是因为前者比后者多出一些文字内容比如采访等。
7. ↑  三浦貴大が「純と愛」夏菜を監禁!? 異色の“密室”ミステリー『監禁探偵』公開決定 （页面存档备份，存于）（日文）
8. ↑  《恋とオンチの方程式》官方网站 （页面存档备份，存于）（日文）
9. ↑  白石隼也＆夏菜が美容師役に挑む「鏡の中の笑顔たち」、ハートフルな予告公開 （页面存档备份，存于）（日文）
10. ↑  東映 Vシネマ 『流し屋 鉄平』イベント上映　レポート！ （页面存档备份，存于）（日文）
11. ↑  ヨーロッパ水風景「女優・夏菜が人気のイタリアへ」 （页面存档备份，存于）（日文）